# 157332 Lynette
157332 Lynette este un asteroid din centura principală de asteroizi.

## Descriere
157332 Lynette este un asteroid din centura principală de asteroizi. A fost descoperit pe 15 octombrie 2004 la Needville de Don J. Wells. Asteroidul prezintă o orbită caracterizată de o semiaxă mare de 2,58 ua, o excentricitate de 0,16 și o înclinație de 5,7° în raport cu ecliptica.